# Sertularella exilis
Sertularella exilis är en nässeldjursart som beskrevs av John Fraser 1938. Sertularella exilis ingår i släktet Sertularella och familjen Sertulariidae. Inga underarter finns listade i Catalogue of Life.